# Parādīp Garh
Parādīp Garh (engelska: Paradip) är en ort i Indien.   Den ligger i distriktet Jagatsinghpur och delstaten Odisha, i den östra delen av landet, 1 300 km sydost om huvudstaden New Delhi. Parādīp Garh ligger 6 meter över havet och antalet invånare är 85 868.
Terrängen runt Parādīp Garh är mycket platt.  Det finns inga andra samhällen i närheten. Trakten runt Parādīp Garh består till största delen av jordbruksmark.